# 三原八幡宮
三原八幡宮（みはらはちまんぐう）は、広島県三原市西宮にある神社。

## 概要
JR三原駅北口・三原城跡から西へと道路沿いに直進した先の山上に鎮座している。
文亀4年（1504年）に大内氏・尼子氏による戦禍で本殿・宝庫・社記を焼失したため、創建は不詳。
永正7年（1510年）に西町・西野村一帯の総氏神として再建され、天正3年（1575年）に小早川隆景によって現在地に移され、浅野時代、南側に広がっている宮沖新開築造の際に新田が寄進された。

## 祭神
- 応神天皇
- 神功皇后
- 比売大神